# Tied for Life
Tied for Life è un cortometraggio statunitense del 1933, diretto da Arvid Gillstrom. 

## Trama
Lo sposo riesce in extremis a giungere in tempo per il proprio matrimonio, non senza prima avere malamente danneggiato una vettura per recuperare l’anello che aveva perso.
L’automobilista, furioso, cerca di provocare guai durante il viaggio di nozze della coppia di sposi, al ritorno dal quale, e dopo qualche tempo, lo sposo e la consorte, coi loro quattro gemelli, lo reincontrano. 